# Edmond Sumner
Edmond Byron Sumner (Detroit, 31 de dezembro de 1995) é um jogador norte-americano de basquete profissional que atualmente joga no Indiana Pacers da National Basketball Association (NBA).
Ele jogou basquete universitário na Universidade Xavier e foi selecionado pelo New Orleans Pelicans como a 52º escolha geral do draft da NBA de 2017. Posteriormente, ele foi negociado com o Indiana Pacers.

## Carreira universitária
Sumner passou 3 anos jogando basquete na Universidade Xavier. Ao todo, ele jogou em 58 jogos em cada um dos anos em que participou.
Em janeiro de 2017, Sumner teve uma lesão em uma vitória por 82-77 contra St. John's  e não jogou no resto da temporada. Nesse ponto, ele estava com médias de 14,9 pontos, 4,9 assistências e 4,4 rebotes. Não foi a primeira vez que ele sofreu com problemas no joelho; sua temporada de calouro foi reduzida para apenas 6 jogos, quando ele se retirou das quadras devido a uma tendinite crônica nos joelhos.

## Carreira profissional

### Indiana Pacers (2017–2022)
Em 23 de junho, Sumner foi selecionado pelo New Orleans Pelicans, apenas para ser negociado com o Indiana Pacers em troca de dinheiro.
Em 5 de julho de 2017, Sumner assinou um contrato de mão dupla com os Pacers, tornando-se a primeira escolha da segunda rodada a assinar um contrato.
Na temporada de 2017-18, Sumner lutou por minutos e passou um tempo significativo com a equipe da G-League dos Pacers, o Fort Wayne Mad Ants. Isso continuou no início da temporada de 2018-19, mas quando o companheiro de equipe Victor Oladipo sofreu uma lesão no tendão do quadríceps, seu tempo de jogo aumentou significativamente e teve seu primeiro jogo como titular contra o Golden State Warriors. Em 11 de fevereiro de 2019, Sumner assinou um contrato de dois anos com os Pacers
Em 29 de julho de 2019, Sumner assinou um contrato de três anos no valor de US$ 6,4 milhões com os Pacers. Durante a temporada de 2020-21, Sumner teve médias de 7,5 pontos e 1,8 rebotes. Em abril de 2021, ele teve jogos consecutivos de 20 pontos contra o Detroit Pistons e o Orlando Magic. Em 9 de setembro de 2021, foi anunciado que Sumner seria afastado indefinidamente com uma lesão no tendão de Aquiles.

### Brooklyn Nets (2022–Presente)
Em 6 de outubro de 2021, Sumner foi negociado, juntamente com uma escolha de segunda rodada de 2025, para o Brooklyn Nets em troca de Juan Pablo Vaulet. Quatro dias depois, ele foi dispensado pelos Nets.
Em 8 de julho de 2022, Sumner assinou um contrato de 2 anos e US$4.2 milhões com os Nets, retornando à franquia apesar de não jogar por eles na temporada anterior.

## Estatísticas da carreira

### NBA

#### Temporada regular
| Ano      | Equipe   | PJ  | PT | MPJ  | AP    | 3P   | LL   | RT  | AS  | BR | TO | PPJ |
| -------- | -------- | --- | -- | ---- | ----- | ---- | ---- | --- | --- | -- | -- | --- |
| 2017–18  | Indiana  | 1   | 0  | 2.0  | 1.000 | .000 | .000 | 1.0 | .0  | .0 | .0 | 2.0 |
| 2018–19  | Indiana  | 23  | 2  | 9.1  | .344  | .259 | .625 | 1.0 | .4  | .5 | .2 | 2.9 |
| 2019–20  | Indiana  | 31  | 3  | 14.4 | .430  | .264 | .552 | 1.5 | 1.8 | .5 | .3 | 4.9 |
| 2020–21  | Indiana  | 53  | 24 | 16.2 | .525  | .398 | .819 | 1.8 | .9  | .6 | .2 | 7.5 |
| Carreira | Carreira | 108 | 29 | 10.4 | .574  | .230 | .499 | 1.3 | .7  | .4 | .1 | 4.3 |

#### Playoffs
| Ano      | Equipe   | PJ | PT | MPJ  | AP   | 3P   | LL    | RT  | AS | BR | TO | PPJ |
| -------- | -------- | -- | -- | ---- | ---- | ---- | ----- | --- | -- | -- | -- | --- |
| 2019     | Indiana  | 1  | 0  | 2.0  | .000 | .000 | .000  | 2.0 | .0 | .0 | .0 | .0  |
| 2020     | Indiana  | 3  | 0  | 13.7 | .286 | .000 | 1.000 | 2.0 | .0 | .0 | .0 | 2.0 |
| Carreira | Carreira | 4  | 0  | 7.8  | .143 | .000 | .500  | 2.0 | .0 | .0 | .0 | 1.0 |

### G-League

#### Temporada regular
| Ano      | Time       | PJ | MPJ  | AP   | 3P   | LL   | RT  | AS  | BR  | TO | PPJ  |
| -------- | ---------- | -- | ---- | ---- | ---- | ---- | --- | --- | --- | -- | ---- |
| 2017–18  | Fort Wayne | 14 | 16.9 | .396 | .250 | .667 | 2.4 | 2.4 | 1.1 | .4 | 7.2  |
| 2018–19  | Fort Wayne | 26 | 31.4 | .472 | .360 | .748 | 2.8 | 3.8 | 1.7 | .6 | 22.1 |
| 2019–20  | Fort Wayne | 2  | 27.0 | .522 | .429 | .750 | 4.5 | 2.5 | 1.0 | .0 | 19.5 |
| Carreira | Carreira   | 42 | 25.0 | .463 | .346 | .721 | 3.2 | 2.9 | 1.2 | .3 | 16.2 |

### Universidade
| Ano      | Equipe   | PJ | PT | MPJ  | AP   | 3P   | LL   | RT  | AS  | BR  | TO | PPJ  |
| -------- | -------- | -- | -- | ---- | ---- | ---- | ---- | --- | --- | --- | -- | ---- |
| 2014–15  | Xavier   | 6  | 0  | 7.2  | .200 | .000 | .667 | .8  | 1.0 | .3  | .0 | 1.3  |
| 2015–16  | Xavier   | 31 | 29 | 25.9 | .397 | .301 | .727 | 3.4 | 3.6 | 1.3 | .2 | 11.0 |
| 2016–17  | Xavier   | 22 | 19 | 31.7 | .479 | .273 | .735 | 4.1 | 4.8 | 1.2 | .7 | 14.3 |
| Carreira | Carreira | 59 | 48 | 21.5 | .358 | .191 | .709 | 2.7 | 3.1 | .9  | .3 | 8.8  |

Fonte: